# Petrosia brachysclera
Petrosia brachysclera är en svampdjursart som beskrevs av Claude Lévi 1989. Petrosia brachysclera ingår i släktet Petrosia och familjen Petrosiidae.
Artens utbredningsområde är Filippinerna. Inga underarter finns listade i Catalogue of Life.